# North Dakota Democratic NPL Party
North Dakota Democratic NPL Party (z ang. Demokratyczno-NPL Partia Dakoty Północnej) – partia polityczna, działająca wyłącznie na terenie amerykańskiego stanu Dakota Północna, na podobnej zasadzie co Minnesota Democratic-Farmer-Labor Party w Minnesocie. Jest związana z ogólnokrajową Partią Demokratyczną i stanowi de facto jest stanową organizację (jej przedstawiciele na szczeblu federalnym należą do klubu demokratów).
Powstała w roku 1956 z połączenia stanowej Partii Demokratycznej i tzw. lewicowej „Ligi Bezpartyjnych” (Non-Partisan League) i szybko stała, jak wspomniano wyżej, faktyczną częścią partii.

## Obecni wybrani przedstawiciele
- stanowy komisarz ds. rolnictwa Roger Johnson
- stanowy komisarz służby publicznej Wayne Sanstead
- lider mniejszości w stanowej Izbie Reprezentantów Merle Boucher
- lider mniejszości w stanowym Senacie David O'Connell